# Servières
Servières (okzitanisch: Cervièiras) ist eine Ortschaft und eine Commune déléguée in der französischen Gemeinde Monts-de-Randon mit 133 Einwohnern (Stand: 1. Januar 2022) im Département Lozère in der Region Okzitanien (vor 2016 Languedoc-Roussillon). Die Einwohner werden Serviérais genannt.
Die Gemeinde Servières wurde am 1. Januar 2019 mit Saint-Amans, La Villedieu, Estables und Rieutort-de-Randon zur Commune nouvelle Monts-de-Randon zusammengeschlossen. Sie gehörte zum Arrondissement Mende und zum Kanton Marvejols.

## Lage
Der Ort Servières liegt im Gebiet der Causse de Sauveterre, im südlichen Zentralmassiv und in den nördlichen Cevennen, in der historischen Landschaft des Gevaudan, am Ufer des Flusses Coulagnet. Umgeben wurde die Gemeinde Servières von den Nachbargemeinden Lachamp im Norden, Rieutort-de-Randon im Nordosten und Osten, Mende im Südosten, Barjac im Süden sowie Gabrias im Südwesten und Westen.

## Bevölkerungsentwicklung
| Jahr                       | 1962 | 1968 | 1975 | 1982 | 1990 | 1999 | 2006 | 2013 |
| Einwohner                  | 177  | 152  | 123  | 124  | 114  | 152  | 171  | 181  |
| Quellen: Cassini und INSEE |      |      |      |      |      |      |      |      |

## Sehenswürdigkeiten
- Kirche Saints-Pierre-et-Paul
- Kapelle Saint-Félix
- Schloss La Grange aus dem 16. Jahrhundert, Monument historique seit 1999

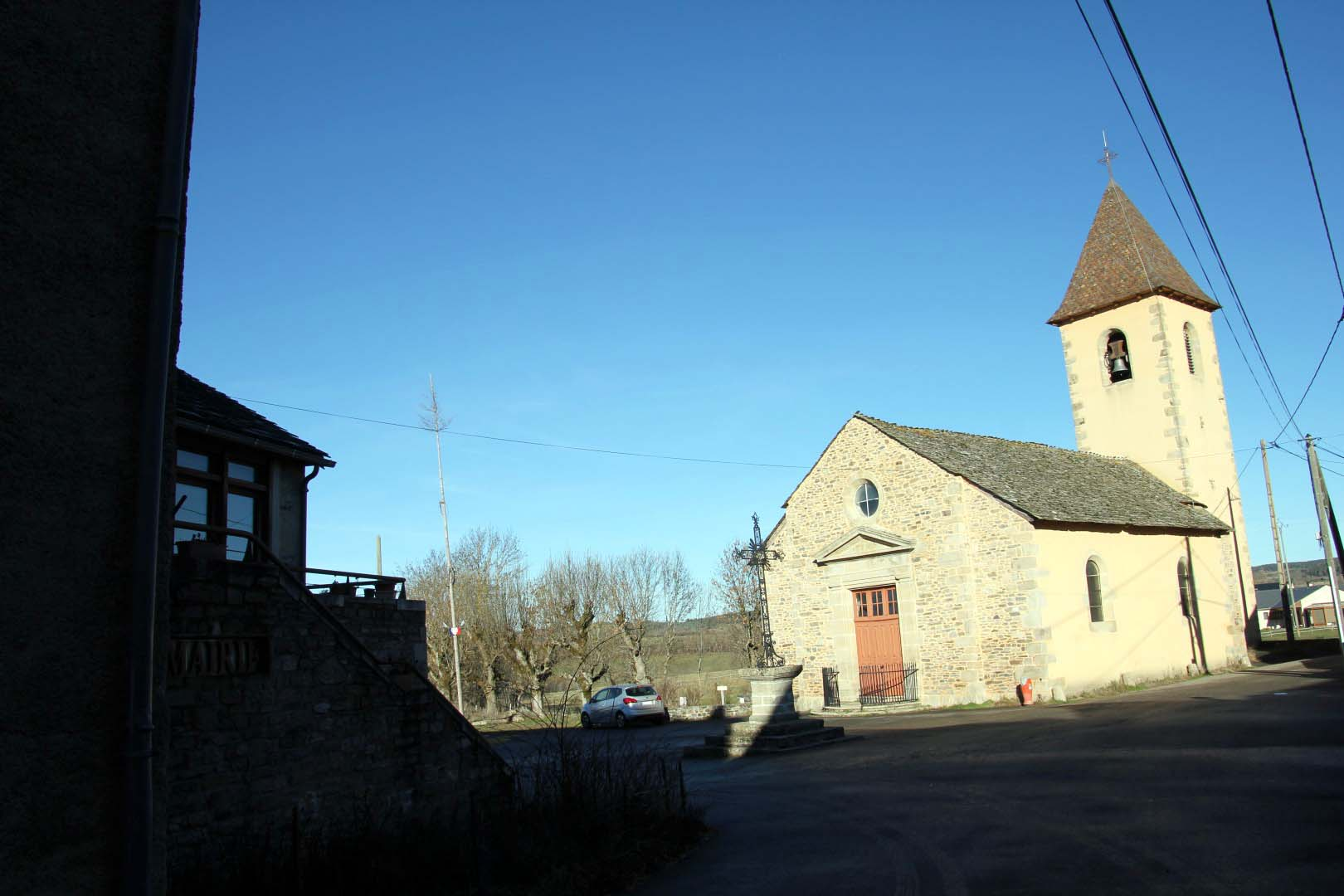
Kirche Saints-Pierre-et-Paul
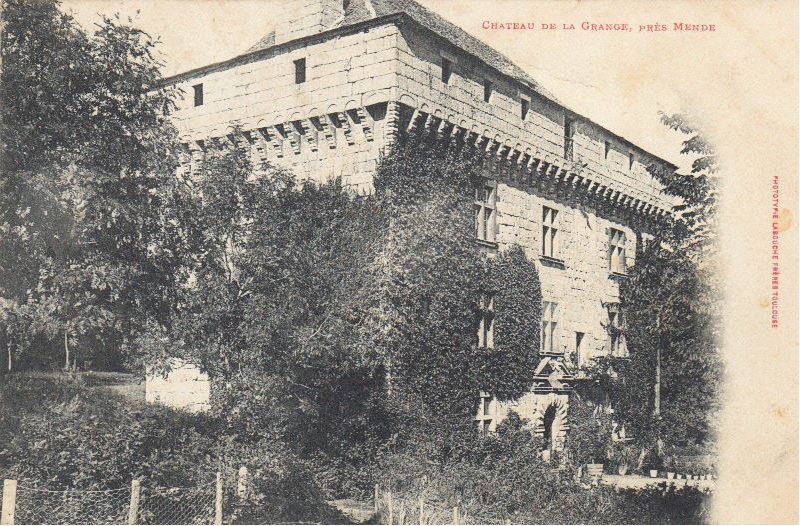
Alte Postkarte des Schlosses La Grange aus dem Jahr 1923